# Бурхард II фон Кверфурт
Бурхард II фон Кверфурт (на немски: Burkhard II von Querfurt; * ок. 1120/1125; † сл. 4 октомври 1177/1178) от фамилията на графовете Кверфурти на фамилията Мансфелд, е господар на Кверфурт и бургграф на Магдебург (1155 – 1178).

## Биография
Той е най-възрастният син на граф Бурхард I фон Кверфурт († 1161), бургграф на Магдебург (1136 – 1161), и внук на Гебхард II фон Кверфурт († 1126). Племенник е на Конрад фон Кверфурт, архиепископ на Магдебург (1134 – 1142).
Бурхард II е верен привърженик на Щауфените, често е против архиепископ Вихман и чрез множество битки изгражда могъщността на фамилията си в Кверфурт. Линията Кверфурт се прекратява през 1496 г.

## Фамилия
Бурхард II се жени за Матилда фон Глайхен-Тона (* ок. 1130; † сл. 1200), дъщеря на граф Ламберт I фон Глайхен-Тона-Берг († 1149) и Матилда де Аре († сл. 1146). Те имат децата:
- Бурхард III фон Кверфурт († 1190, убит в Палестина), бургграф на Магдебург (1177/1178 – 1190), женен пр. май 1189 г. за София фон Ветин († 1189)
- Гебхард IV фон Кверфурт († ок. 1213), бургграф на Магдебург (1190 – 1209), женен ок. 1200 г. за Луитгард фон Насау († 1222)
- Конрад I фон Кверфурт († 2 декември 1202), епископ на Хилдесхайм (1194 – 1202) и Вюрцбург (1201 – 1202), канцлер на два римско-немски крале (1194 – 1201)
- Вилхелм (* ок. 1160; † 24 април 1213/1215), провост на манастир Св. Мария в Аахен (1197 – 1213) и манастир Св. Симон и Юда в Гослар (1198 – 1199)
- Герхард († сл. 31 януари 1199)
- Аделхайд († 6/7 април 1210), омъжена пр. май 1189 г. за граф Адолф III фон Шауенбург-Холщайн († 1225)
- дъщеря, омъжена за граф Албрехт III фон Вернигероде († сл. 1214)
- Ода фон Магдебург (* ок. 1170; † сл. 8 юли 1234), омъжена за граф Елгер II фон Хонщайн (* ок. 1160; † 16 септември 1219), родители на граф Дитрих I фон Хонщайн († 1249)